# Albany (Teksas)
Albany – miasto w Stanach Zjednoczonych, w stanie Teksas, siedziba administracyjna hrabstwa Shackelford.